# Marktstraße 30 (Wernigerode)

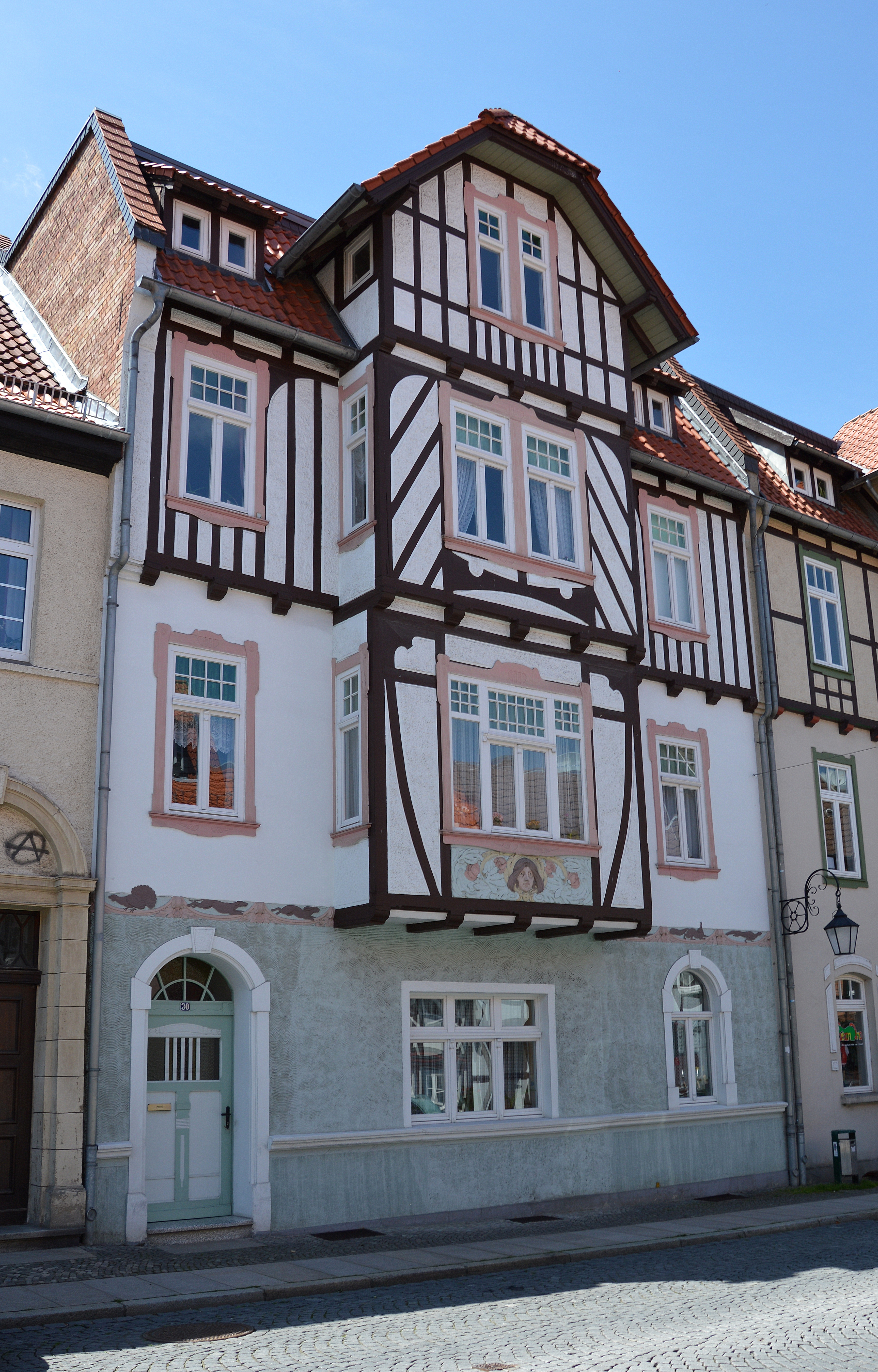
Haus Marktstraße 30

Das Haus Marktstraße 30 ist ein denkmalgeschütztes Haus in Wernigerode in Sachsen-Anhalt.

## Lage
Es befindet sich im südlichen Teil der Wernigeröder Innenstadt am Südende der Marktstraße. Nordwestlich grenzt das gleichfalls denkmalgeschützte Haus Marktstraße 28 an.

## Architektur und Geschichte
Der südliche Teil der Marktstraße zwischen Kanzleistraße und Johann-Sebastian-Bach-Straße befand sich Anfang des 20. Jahrhunderts im Besitz der Familie Zeißberg und war nur mit zwei Gebäuden bebaut. Im Jahr 1904 wurden die Bauten niedergerissen und mit einer Neubebauung begonnen. Im Zeitraum bis 1911 entstanden die Gebäude entlang der Straße, darunter auch das Haus Marktstraße 30.
Das dreigeschossige Wohn- und Geschäftshaus wurde in massiver Bauweise im Jugendstil errichtet. Vor den beiden oberen Geschossen und dem Dachgeschoss befindet sich ein in Fachwerkbauweise ausgeführter Erker, an seinem unteren Ende befindet sich eine figürliche Verzierung im Putz. Auch das oberste Geschoss ist als Fachwerk ausgeführt.
Im örtlichen Denkmalverzeichnis ist das Haus unter der Erfassungsnummer 107 40143 als Baudenkmal verzeichnet.